# Kävlinge (fleuve)
Pour les articles homonymes, voir Kävlinge.
La Kävlinge (également connue sous le nom de Lödde å) est un fleuve situé en Scanie dans le Sud de la Suède.
Elle prend sa source au lac de Vombsjön (en) et se jette dans le détroit de l'Øresund. Malgré sa faible longueur, elle a joué un rôle important lors de la bataille de Lund en 1676.

## Source
- (en) Cet article est partiellement ou en totalité issu de l’article de Wikipédia en anglais intitulé « Kävlinge River » (voir la liste des auteurs).